# Bubo sumatranus
Bubo sumatranus là một loài chim trong họ Strigidae.

## Hình ảnh

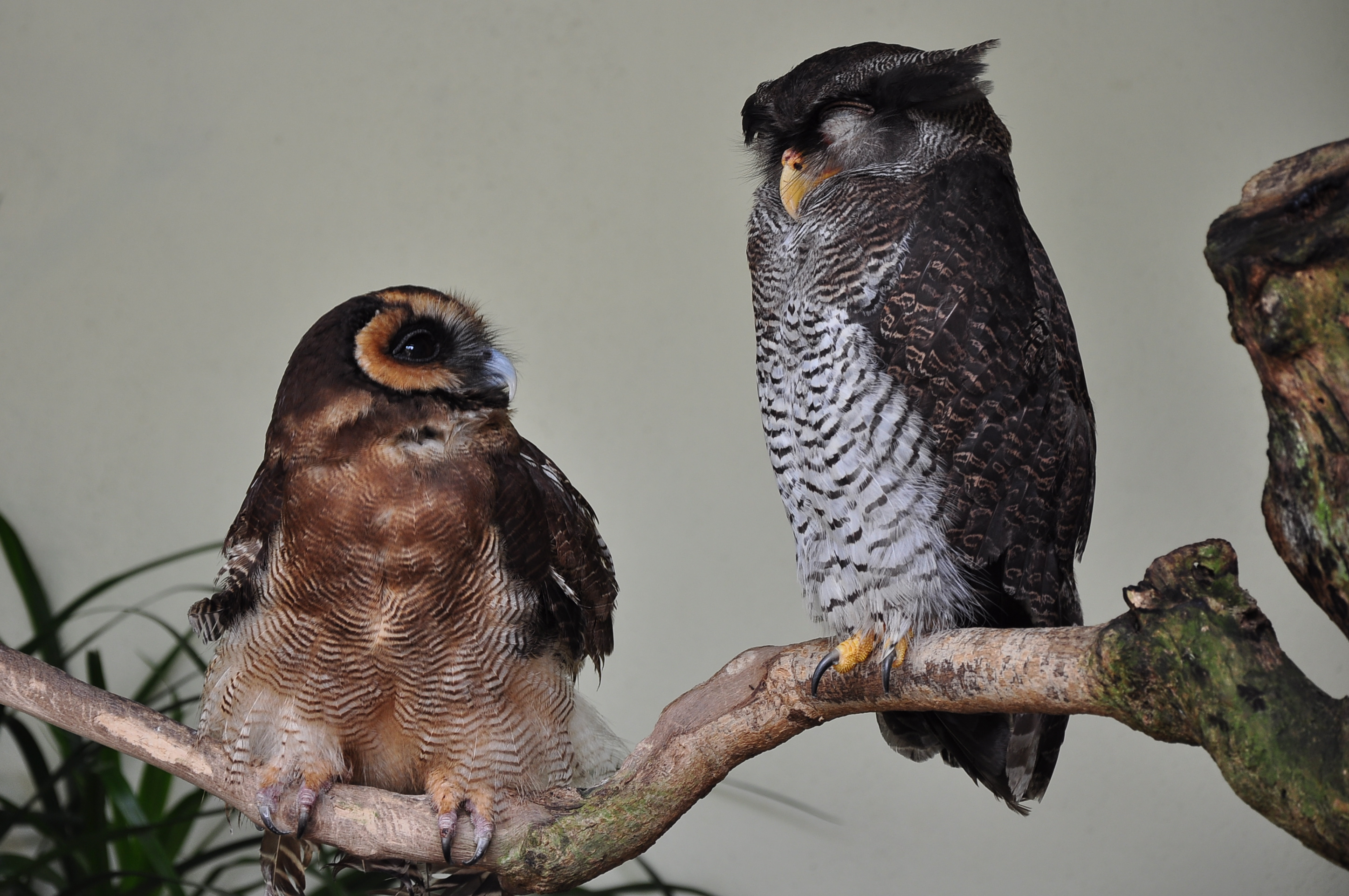
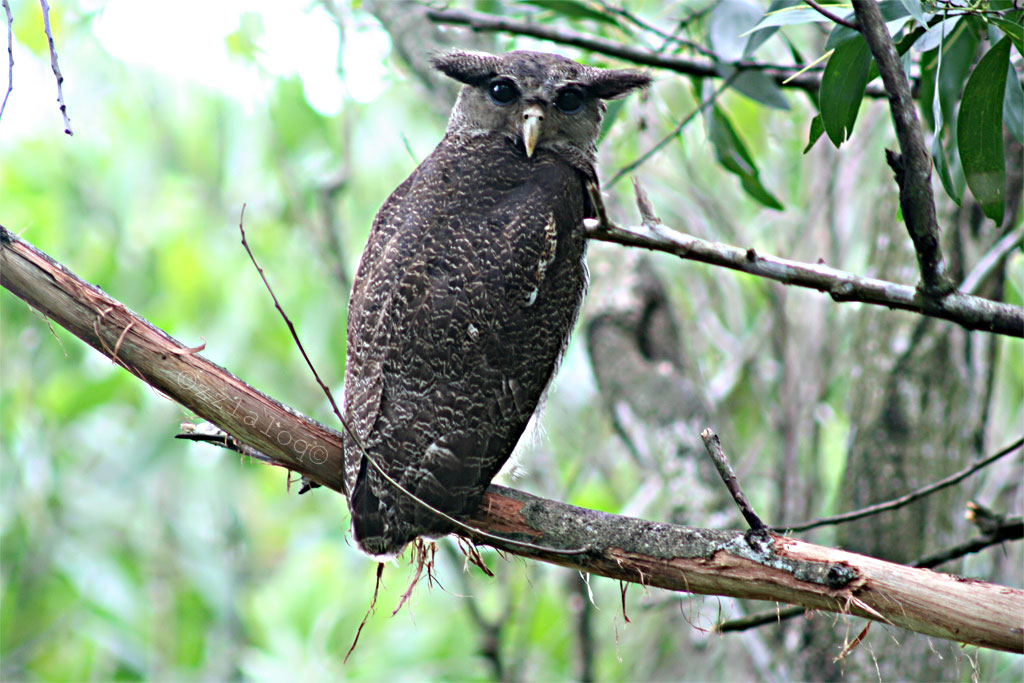